# Kostel svatého Martina a Prokopa (Plzeň)
Kostel svatého Martina a Prokopa v plzeňské čtvrti Lobzy je farním kostelem římskokatolické farnosti Plzeň-Lobzy spravovanou Salesiány Dona Bosca v Plzni. V jeho těsné blízkosti se nachází Salesiánské středisko mládeže.

## Historie
Původním záměrem z března 1904 byla přístavba dosavadní školy, která by zahrnovala i kapli. Vzápětí však byl 22. dubna 1904 podán návrh, aby kaple byla vystavěna samostatně. 26. září 1904 schvaluje obecní zastupitelstvo rozpočet stavby kostela v Lobzích. Dne 31. října 1904 byly otevřeny nabídky a práce zadány s tím, že práce budou započaty na jaře 1905. Pozemek ke stavbě kostela věnovala paní Keplová s podmínkou, že v kostele bude mít uzavřenou lavici pro svoji rodinu. Se stavbou bylo započato na jaře roku 1905 a již v létě téhož roku byla stavba dokončena. Výmalba byla provedena plzeňským malířem Václavem Švachtou, zasklení obyčejným sklem v olovu s barevnou bordurou bylo 25. srpna 1905 objednáno u plzeňského sklenáře Josefa Šaška.
Další činnosti pokračovaly až na jaře 1906, a to objednávkou mramorového oltáře u K. Hejrejta. V dubnu 1906 byla nejdůstojnějšímu knížecímu arcibiskupskému Ordinariátu v Praze zaslána žádost na svěcení kostela. Ke svěcení kostela byl stanoven až 7. říjen 1906. Nově zvolený starosta Martin Černý na své náklady dal upravit okolí kostela, pořídil dlažbu kolem oltáře či zakoupil obrazy sv. Martina a sv. Prokopa. Rovněž byly na návrh řídícího p. M. Pokorného vysázeny stromy. Zvony pro kostel odlil plzeňský zvonař Robert Perner a to 104 kg vážící velký zvon Prokop a menší zvon Maria. K posvěcení zvonů došlo dne 18. července 1906. Na věž kostela byl přenesen i malý zvonek Maria z kapličky na návsi, která byla zbořena v roce 1907. V současné době je na věži malý zvon Václav, který byl přivezen P. Josefem Vajdišem 30. června 1953 ze zničeného kostela na Tachovsku. Den před svěcením byla instalována kazatelna od pražské firmy Mudroch a k dočasnému uložení do kaple v domě katechety vedle kostela přivezeny ostatky sv. Desideria, Urbana a Koronaty. Vlastní svěcení provedl 7. října 1906 Jeho Eminence nejdůstojnější pan kardinál Lev ze Skrbenských, kníže arcibiskup pražský. Interiér kostela byl pořízen z darů věřících.
V roce 1933 se kostel stal filiálním u kostela Panny Marie Růžencové a tím i pod správu bratří dominikánů. 17. října 1944 byla střecha a okna kostela značně postižena náletem. V dalším období byla do kostela přemístěna část inventáře z kaple školy nad Hamburkem, která byla dočasně užívána českomoravskou církví. Tak kostel získal oltář s Kalvárií při pravé straně kostelní lodi, svícny či lavice. K dalšímu poškození kostela došlo při náletu 17. dubna 1945 na plzeňský železniční uzel. Kostel však byl poté rychle vyčištěn a provizorně opraven. Oprava střechy byla provedena svépomocí, k zasklení oken došlo až v říjnu a listopadu roku 1949 nákladem města.
27. dubna 1950 opouštějí dominikáni nuceně Plzeň. V roce 1971 dochází k opravě zejména fasády kostela provedené stavebním odborem města Plzně. V roce 1973 byl v rámci obnovy interiéru odstraněn boční oltář Ukřižování a kazatelna, upraveny rámy křížové cesty a další úpravy. Kolem roku 1980 došlo k vykácení aleje dubů kolem kostela, která listím ze stromů zanášela okapy.
V květnu 1990 byla budova vedle kostela nabídnuta v restituci P. Antonínu Hýžovi, který ji 10. května 1990 nabídl prostřednictvím P. Michala Kaplánka salesiánům. Od 1. ledna 1993 byla zřízena farnost Plzeň-Lobzy se správou salesiánů. Rovněž bylo započato s opravou kostela, zejména střechy, stropu, věže vč. báně a kříže. V letech 1994 až 1995 byla realizována přístavba kostela s farním sálem, kanceláří a dalším zařízením. V roce 1996 byl k farnosti připojen i kostel sv. Jiří. Postavena je rovněž protihluková stěna před kostelem vč. spojovací stříšky. V roce 1997 byla dle návrhu Vladimíra Havlice ve spolupráci s ing. arch. Janem Soukupem a ing. Antonínem Švehlou provedena rozsáhlá rekonstrukce a úpravy vlastního kostela. Výtvarný motiv o snu Dona Boska o cestě růžovou alejí je vytvořen na termoizolační podlaze z chlumčanských dlaždic. Presbytář je půlkruhový s přístupem po třech mramorových schodech. Původní mramorový oltář je zkrácen a upraven. Mramorový je i podstavec k ambonu. Úprav doznal i původní svatostánek, který byl zabudován do zdi. Vznikla i gotizující římsa podél sněn a vítězného oblouku. Bylo provedeno i osvětlení, ozvučení a plynové vytápění. Instalována byla i vnitřní okna v kovových rámech, mříž u vstupu a kostel byl i vymalován. Dle návrhu malíře Vladimíra Havlice bylo započato s pracemi na retábulu. Po smrti malíře bylo dílo dokončeno akademickým malířem Janem Coufalem v roce 2006 a posvěceno biskupem 25. května 2006.

## Fotogalerie

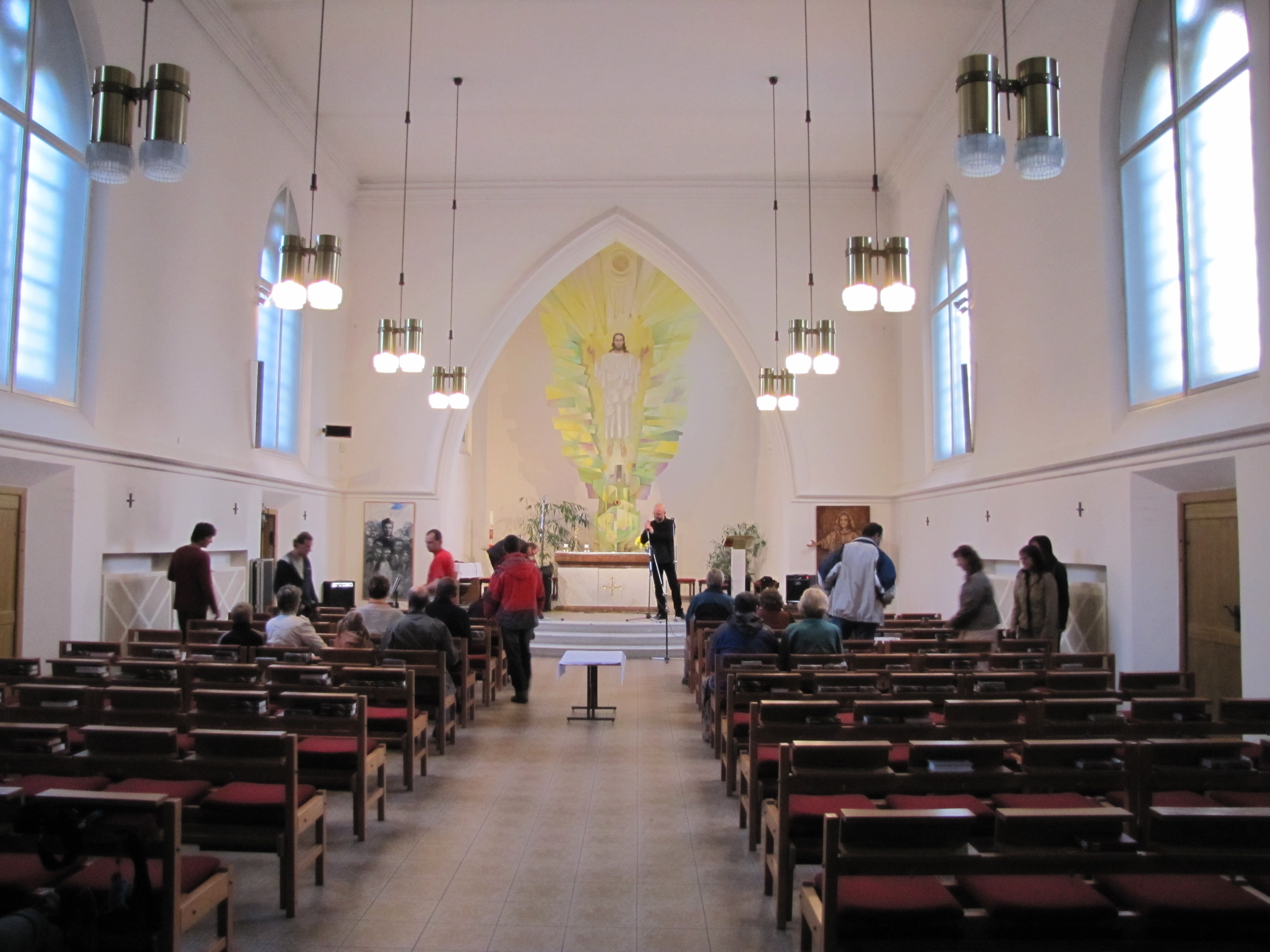
Interiér lodi kostela
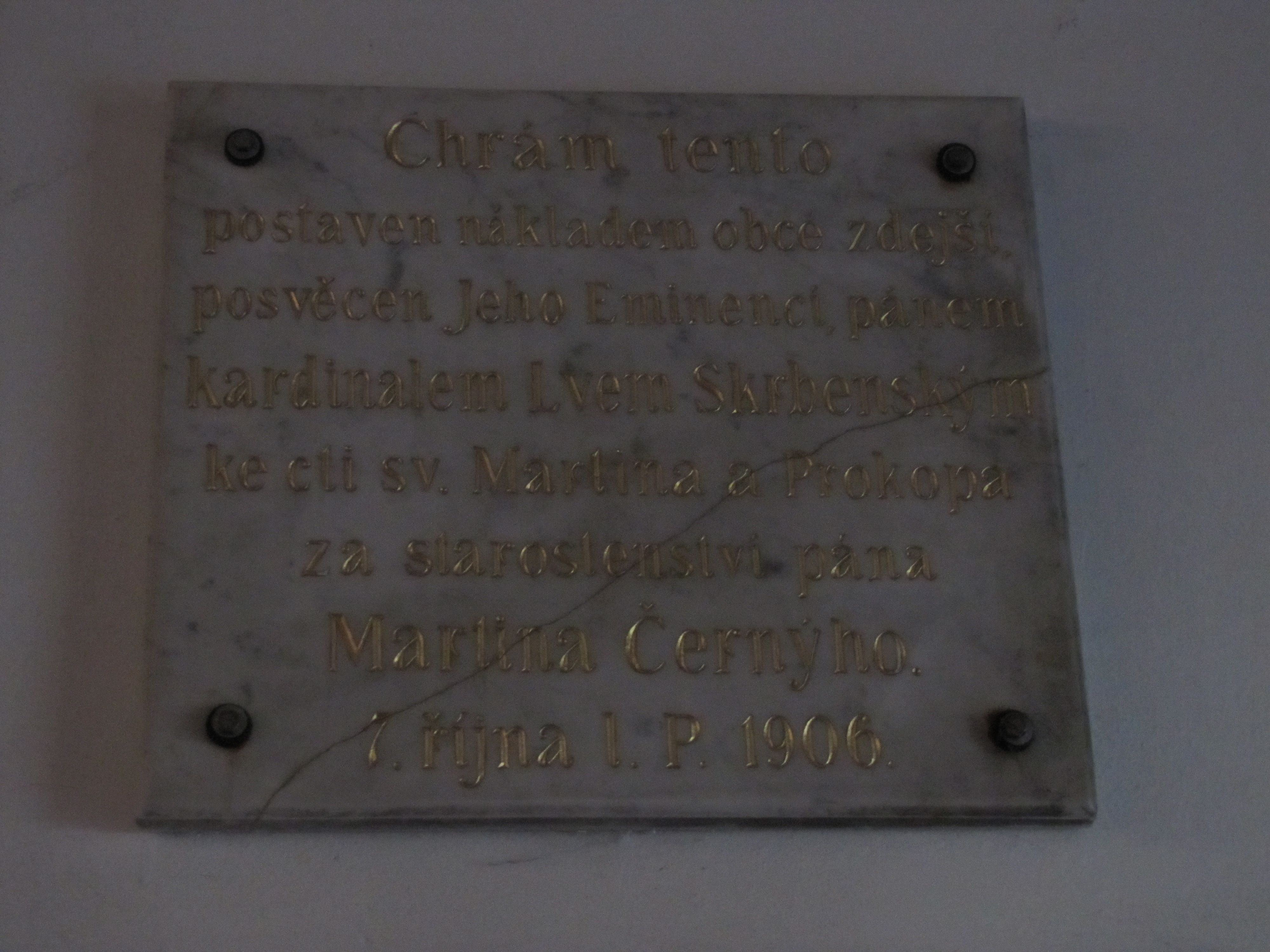
Pamětní deska založení
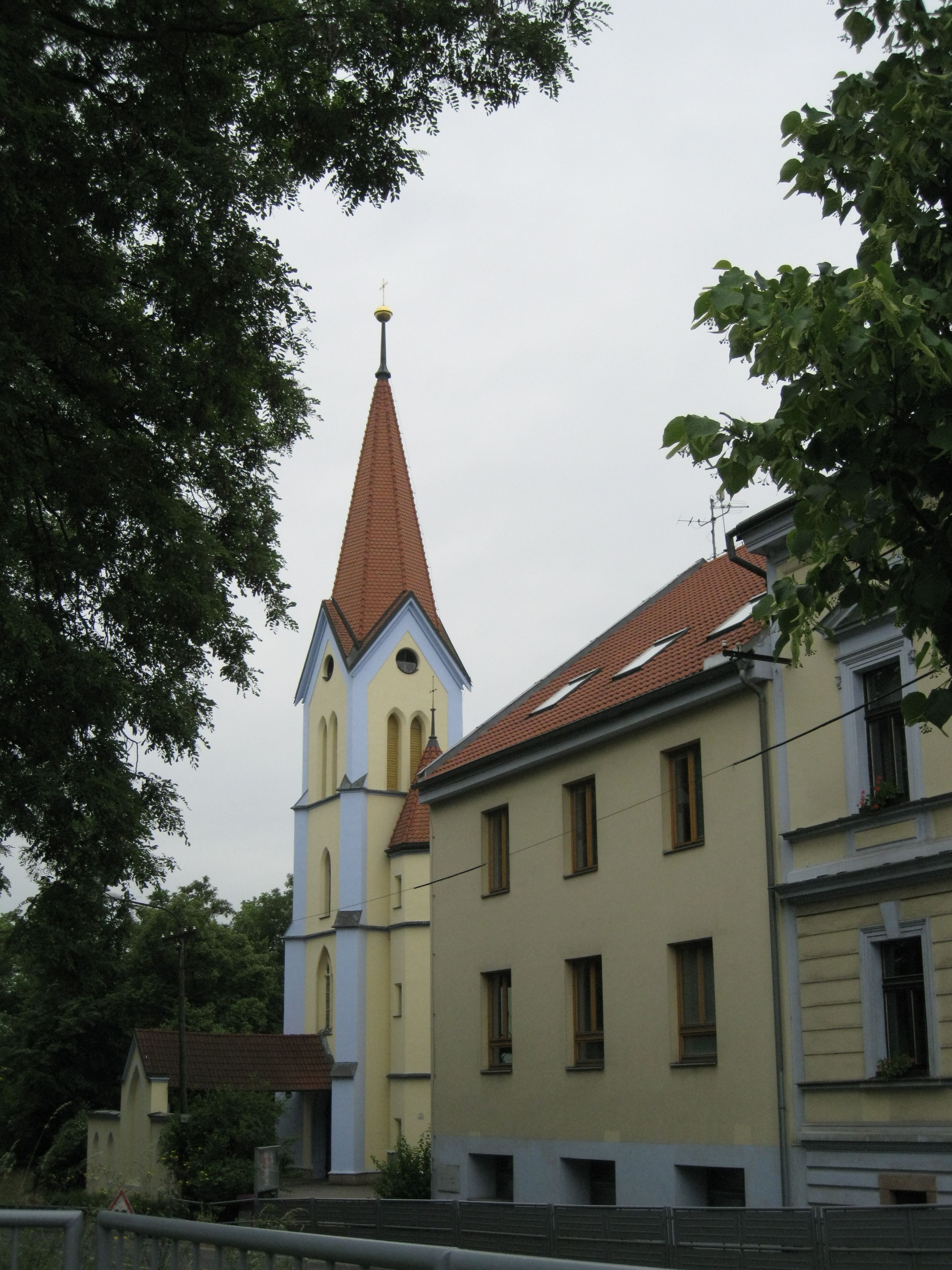
Pohled od severu
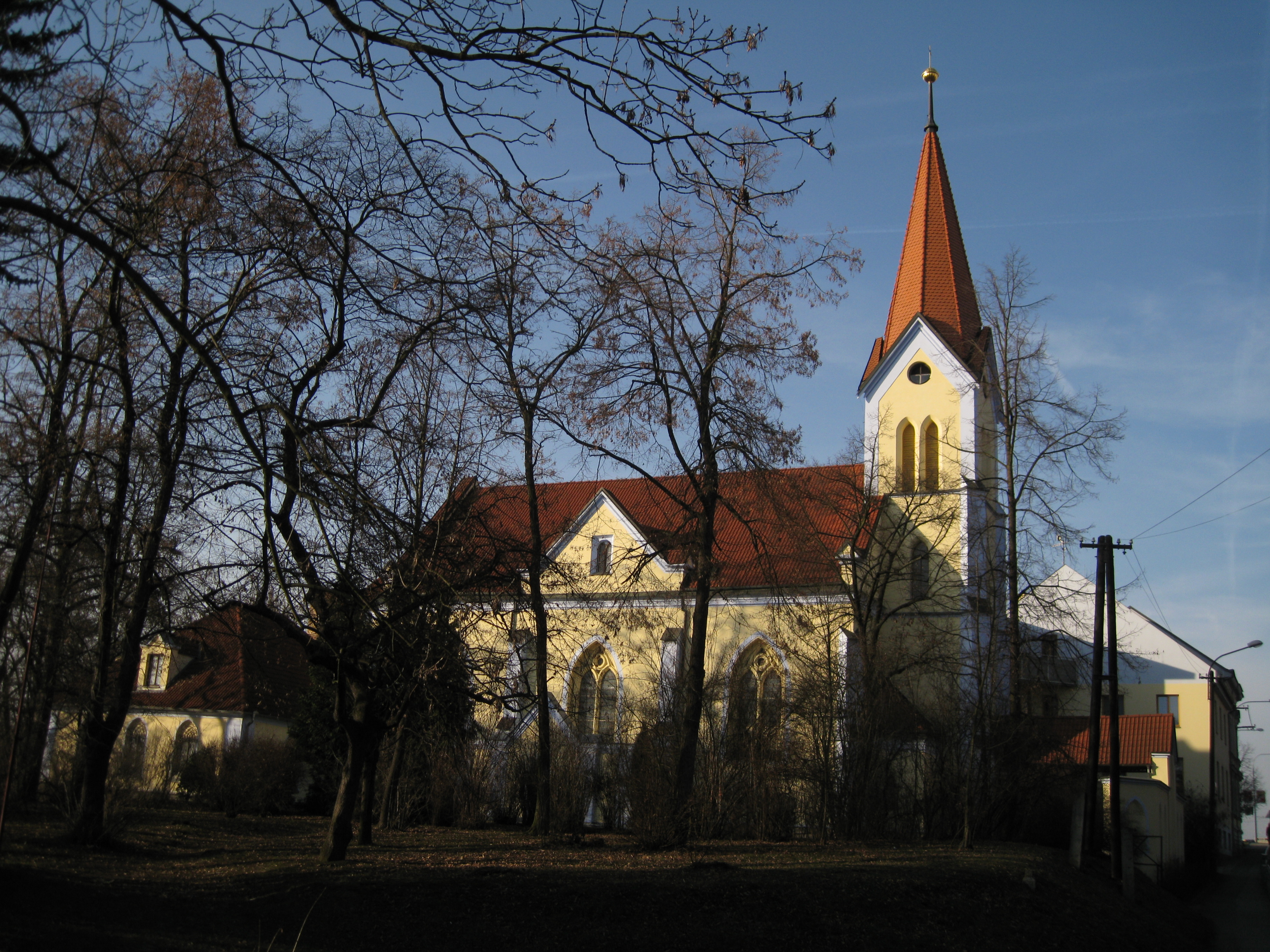
Pohled od jihu